# 艾伊亚利亚
艾伊亚利亚（希臘語：Αιγιάλεια）是希腊西希腊大区阿哈伊亚专区的市镇，行政中心为艾伊奥镇。市镇面积为723.1平方公里，2021年人口数量为46,990人。
此市镇设立于2011年地方政府改革中，由原6个市镇合并而成，原市镇则成为新市镇的6个市区。